# Scheibenschlagen

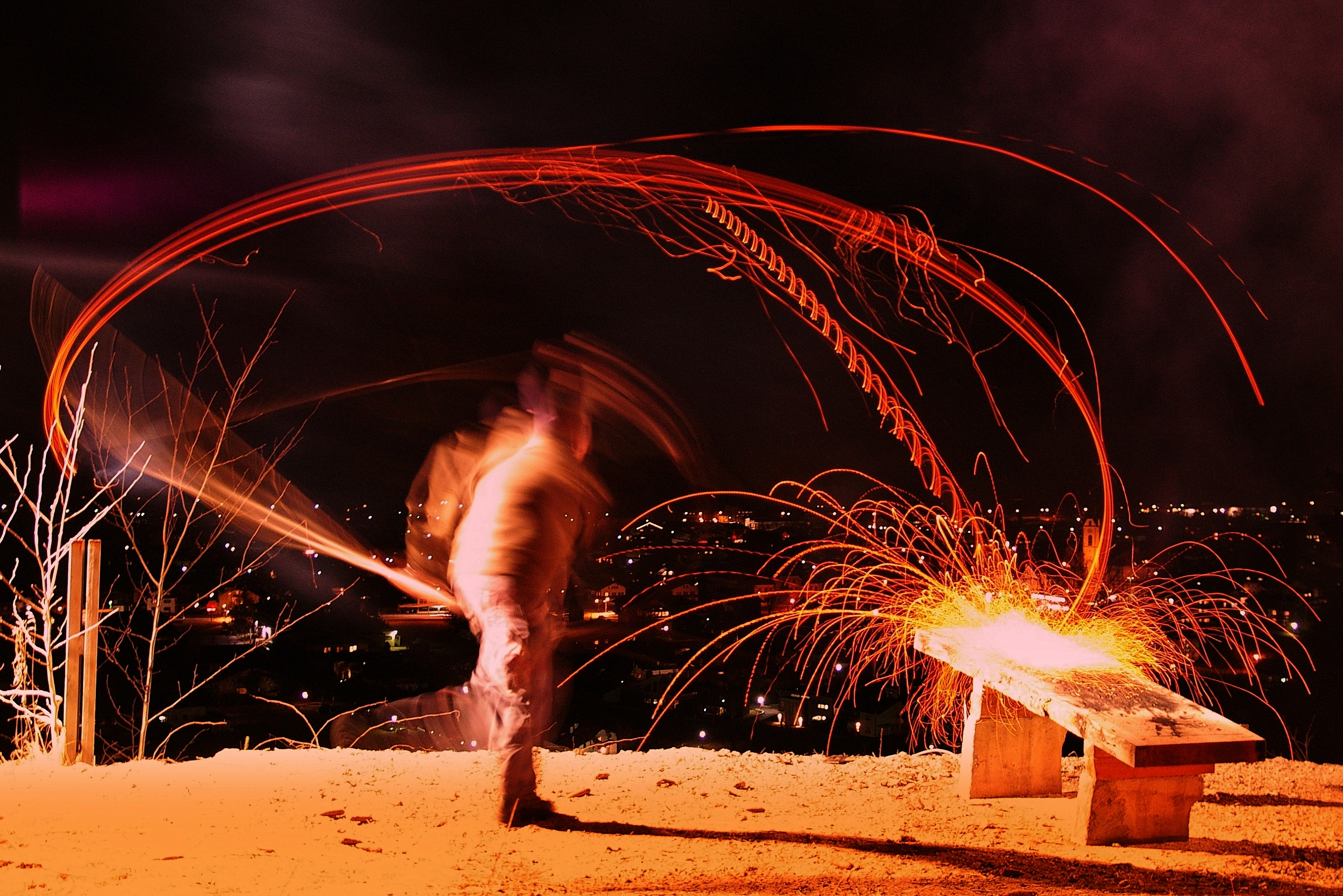
Odpalovač v tyrolském Zamsu

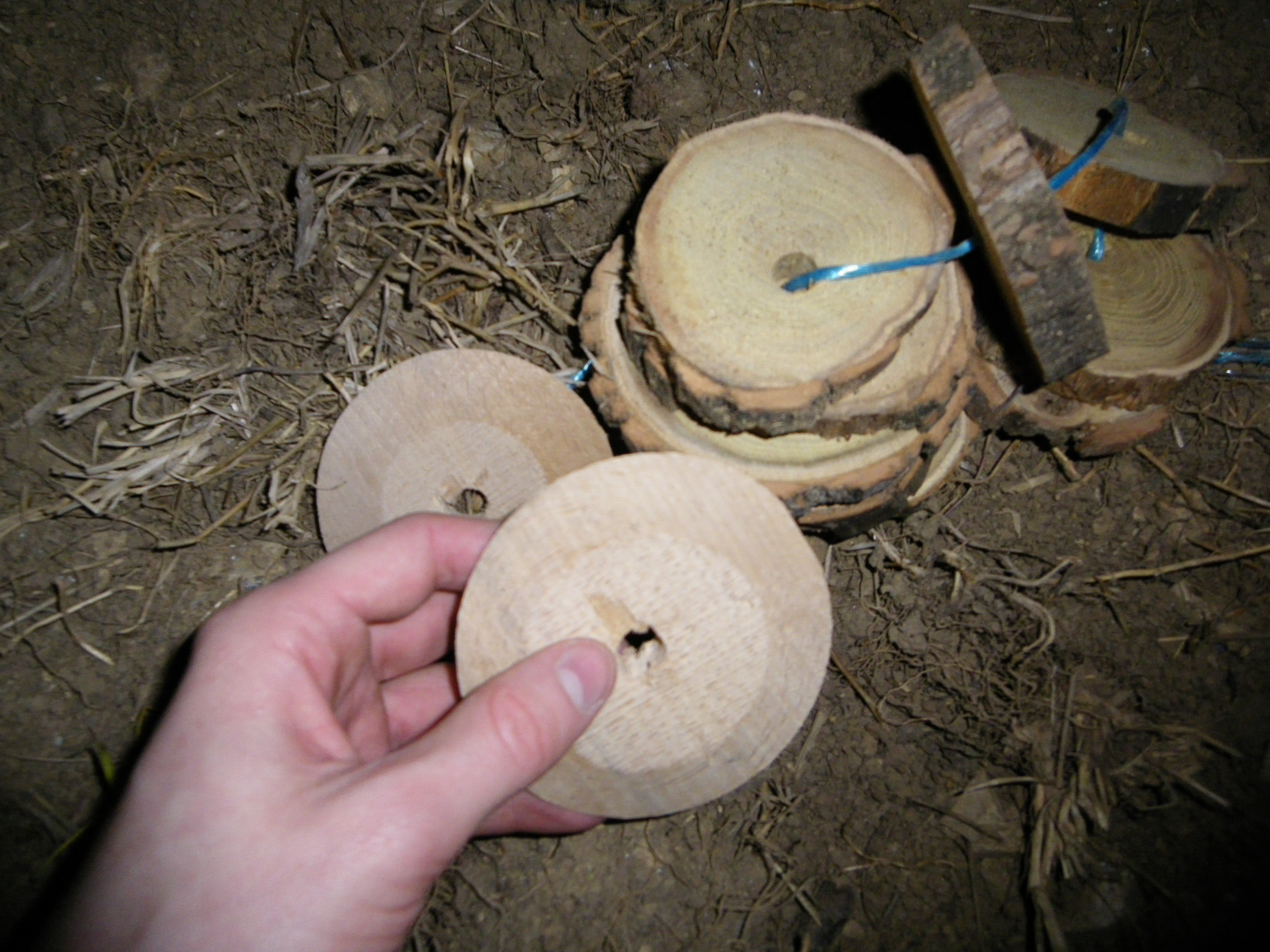
Destičky připravené k zapálení

Scheibenschlagen (odpalování kotoučů) je zvyk spojený s oslavami příchodu jara, který se provozuje především v alpské oblasti. První písemná zmínka pochází z roku 1090, kdy rozžhavený disk zapálil opatství Lorsch, tradice má však nejspíše kořeny již v době pohanství. Hořící kotouče mají symbolizovat Slunce a zahánět zlé síly.
Slavnost se koná nejčastěji o první postní neděli (Invocavit), která je proto nazývána Funkensonntag. Na návrších se scházejí lidé, kteří zapalují ohně a budují dřevěné odpalovací rampy. Při rituálu se používají destičky z bukového dřeva o průměru deset až dvacet centimetrů (obvykle kruhové, v některých krajích i čtvercové), opatřené uprostřed otvorem. Ty účastníci oslavy navlékají na lískové pruty a nechávají v ohni rozhořet, pak je roztočí ve vzduchu a z rampy je vrhají do údolí. Letící disky vytvářejí na noční obloze různé obrazce ze sršících jisker a při zdařilém provedení se mohou dostat až do vzdálenosti 300 metrů. Při odpalování se pronášejí různé říkanky, často se škádlivým obsahem. Akci zpravidla pořádá mládež, která se chystá k biřmování nebo odvodu do armády, podílejí se na ní také spolky dobrovolných hasičů.
Tradice je udržována v Tyrolsku, Vorarlbersku, Schwarzwaldu, v části Švýcarska, mezi Němci v okolí rumunského Satu Mare, v Alsasku jako Schieweschlawe a ve Furlansku jako Tîr des cidulis. V Rakousku je od roku 2015 zapsána na seznam nehmotného kulturního dědictví.